# Bryonycta
Bryonycta là một chi bướm đêm thuộc họ Noctuidae.

## Các loài
- Bryonycta pineti (Staudinger, 1859)